# Valbom/Bogalhal
Valbom/Bogalhal ist eine Gemeinde (Freguesia) im portugiesischen Kreis Pinhel.
Die Gemeinde entstand am 29. September 2013 im Zuge der administrativen Neuordnung in Portugal 2013 aus dem Zusammenschluss der Gemeinden Valbom und Bogalhal.
In der Gemeinde leben 251 Einwohner auf einer Fläche von 32,33 km². Sitz der Verwaltung ist Valbom.